# Grenant
Grenant è un comune francese di 154 abitanti situato nel dipartimento dell'Alta Marna nella regione del Grand Est.

## Società

### Evoluzione demografica
Abitanti censiti